# Торрі-дель-Бенако
Торрі-дель-Бенако (італ. Torri del Benaco, вен. Tóri del Benaco) — муніципалітет в Італії, у регіоні Венето,  провінція Верона.
Торрі-дель-Бенако розташоване на відстані близько 440 км на північ від Рима, 135 км на захід від Венеції, 32 км на північний захід від Верони.
Населення — 3026 осіб (2014).
Щорічний фестиваль відбувається 26 травня. 

## Демографія
Населення за роками:

Станом на 1 січня 2023 року в муніципалітеті офіційно проживало 418 іноземців з 40 країн, серед них 152 громадяни країн Євросоюзу та 2 громадяни України.

## Сусідні муніципалітети
- Бренцоне
- Костермано
- Гарда
- Гардоне-Рив'єра
- Гарньяно
- Сало
- Сан-Феліче-дель-Бенако
- Сан-Цено-ді-Монтанья
- Тосколано-Мадерно